# Les Ormes-sur-Voulzie
Les Ormes-sur-Voulzie è un comune francese di 847 abitanti situato nel dipartimento di Senna e Marna nella regione dell'Île-de-France.

## Società

### Evoluzione demografica
Abitanti censiti